# Thaddeus William Harris
Thaddeus William Harris (Dorchester, Massachusetts, 1795. november 12. – Cambridge, Massachusetts, 1856. január 16.) amerikai botanikus és entomológus. Zoológiai szakmunkákban nevének rövidítése: „Harris”.

## Életpályája
Massachusetts államban született és ott is halt meg.